# Дмитренко Владислав Миколайович
Владисла́в Микола́йович Дмитре́нко (нар. 24 травня 2000, Луцьк, Україна) — український футболіст. Колишній гравець юнацьких збірних України U-16, U-17 та U-19.
Виступає на позиціях атакувального півзахисника та нападника.

## Життєпис

### Ранні роки
Вихованець ДЮСШ луцької «Волині» (перший тренер — Олександр Вікторович Панасюк). Із 2014 по 2016 рік провів у чемпіонаті ДЮФЛ 41 матч, забивши 31 гол.

### Клубна кар'єра
23 листопада 2015 року в 15-річному віці дебютував у юнацькій (U-19) команді «хрестоносців» у домашньому поєдинку проти запорізького «Металурга». За молодіжну (U-21) команду дебютував 23 липня 2016 року у виїзній грі проти дніпровського «Дніпра».
24 вересня 2016 року дебютував у Прем'єр-лізі у виїзному матчі проти донецького «Шахтаря», замінивши на 75-й хвилині Сергія Петрова, та встиг навіть відзначитися заробленим кутовим. Таким чином Владислав у віці 16 років і 123 днів став наймолодшим дебютантом сезону 2016/17, 10-м наймолодшим гравцем в історії чемпіонатів України та першим футболістом 2000 року народження, що зіграв в УПЛ. Загалом за «Волинь» провів 5 матчів у Прем'єр-лізі та 15 (1 гол) у Першій лізі.
Улітку 2018 року переїхав до Німеччини, де провів сезон у кельнській «Вікторії» U-19 (16 матчів,18 забитих м'ячів).
У липні 2019 року став гравцем харківського клубу «Металіст 1925». Дебютував у складі «жовто-синіх» 16 серпня в матчі Першої ліги проти «Агробізнеса» (0:1), вийшовши на заміну на 60-ій хвилині замість Ярослава Дехтяренка.

### Збірна
На початку березня 2016 року вперше був викликаний до лав юнацької збірної України U-16, у складі якої вже у квітні зіграв на турнірі розвитку УЄФА, а у травні того ж року взяв участь у турнірі пам'яті Віктора Баннікова. На початку вересня 2016 року вперше був викликаний до юнацької збірної U-17. На початку листопада того ж року знову був викликаний до лав команди U-17.

## Досягнення
«Металіст 1925»:
 Бронзовий призер Першої ліги України: 2020/21

## Статистика
Статистичні дані наведено станом на 2 грудня 2016 року
| Клуб     | Ліга         | Сезон   | Чемпіонат | Чемпіонат | Кубок | Кубок | U-21 | U-21 |
| Клуб     | Ліга         | Сезон   | Ігри      | Голи      | Ігри  | Голи  | Ігри | Голи |
| -------- | ------------ | ------- | --------- | --------- | ----- | ----- | ---- | ---- |
| «Волинь» | Прем'єр-ліга | 2016/17 | 2         | 0         |       |       | 12   | 1    |